# Incline Village-Crystal Bay
Incline Village-Crystal Bay is een plaats (census-designated place) in de Amerikaanse staat Nevada, en valt bestuurlijk gezien onder Washoe County.

## Demografie
Bij de volkstelling in 2000 werd het aantal inwoners vastgesteld op 9952.

## Geografie
Volgens het United States Census Bureau beslaat de plaats een oppervlakte van 130,6 km², waarvan 74,8 km² land en 55,8 km² water.

## Plaatsen in de nabije omgeving
De onderstaande figuur toont nabijgelegen plaatsen in een straal van 20 km rond Incline Village-Crystal Bay.